# Darūpey
Darūpey (persiska: دروپی, دَرُو پَی, دَرُّپِی) är en ort i Iran.   Den ligger i provinsen Mazandaran, i den norra delen av landet, 180 km nordost om huvudstaden Teheran. Darūpey ligger 200 meter över havet och antalet invånare är 212.
Terrängen runt Darūpey är kuperad. Runt Darūpey är det ganska tätbefolkat, med 111 invånare per kvadratkilometer. Närmaste större samhälle är Sari, 14,5 km nordväst om Darūpey. I omgivningarna runt Darūpey växer huvudsakligen savannskog.